# Pedro (cônsul)
Pedro (em latim: Petrus) foi um oficial bizantino do século VI, ativo durante o reinado do imperador Justino II (r. 565–578).

## Vida

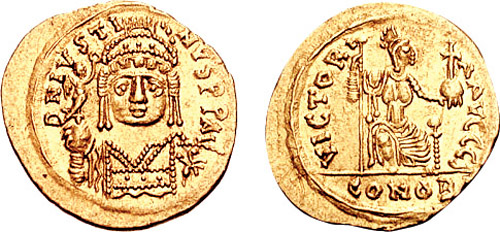
soldo de r.

Pedro era membro da família do imperador Anastácio I Dicoro (r. 491–518), bem como daquela do patrício Pedro; possivelmente teve parentesco aparente com o cônsul João, outro membro da família de Anastácio. Cônsul honorário e talvez patrício, foi citado na obra de João do Éfeso como senador da classe homem gloriosíssimo (vir gloriosissimus).
Um monofisista, esteve entre os oficiais perseguidos pelo imperador Justino II que, segundo autores contemporâneos, perderam seus postos e tiveram seus nomes removidos dos dípticos pelo patriarca João III (565–577). Ao fim da perseguição, retomou sua carreira e foi nomeado curador augusto (curator augustae) em 576. Nesse mesmo ano, participou duma embaixada ao Império Sassânida com Teodoro, João, Zacarias e Eudemão.